# Минден (Луизиана)
Минден (англ. Minden) —  город и административный центр прихода Уэбстер в штате Луизиана в Соединённых Штатах Америки.
Согласно проведённой в 2020 году переписи населения США, население города составляло 11 928 человек; это 28-й город штата по числу жителей.

## История
Город Минден был основан в 1836 году Чарльзом Видером; название города происходит от немецкого города Минден.

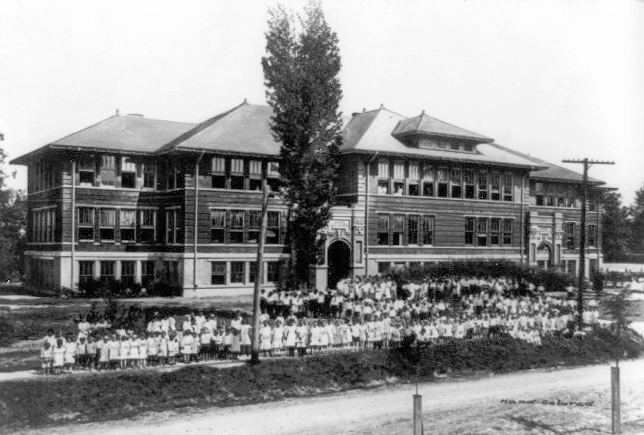
Школа Миндена (на тот момент единственная) в 1909 году

Во время Гражданской войны в США в Миндене располагался большой лагерь армии Конфедерации. В нем размещалось около 15 тысяч солдат Конфедеративных Штатов Америки. Город служил складом снабжения для армии южан. Около тридцати солдат Конфедерации, погибших в битвах при Мэнсфилде и Плезант-Хилле, похоронены на кладбище Old Minden.
1 мая 1933 года в городе произошел торнадо, уничтоживший 20 % всей городской застройки.
Город Минден был использован в качестве прототипа для вымышленного города Бон Темпс, места действия эпизода «Южные вампирские тайны» по серии романов о вампирах писательницы Шарлин Харрис.

## География
Город Минден расположен в двадцати восьми милях к востоку от Шривпорта. 
По данным Бюро переписи населения США, общая площадь города составляет 31,0 км² (12,0 миль²). Из них 30,8 км² (11,9 миль²) занимает суша, а 0,2 км² (0,1 миль² / 0,75%) — водная поверхность.

### Климат
Минден удерживает рекорды как по самой высокой, так и по самой низкой температуре, зарегистрированной в Луизиане в феврале, что также является самой холодной температурой, зарегистрированной в Луизиане в целом. 13 февраля 1899 года температура упала до -16 °F (-26,7 °C).